# Campionati europei di canoa/kayak sprint 2009
I Campionati europei di canoa/kayak sprint 2009 sono stati la 21ª edizione della manifestazione. Si sono svolti a Brandeburgo sulla Havel, in Germania.

## Medagliere
| Pos.   | Paese       | Oro | Argento | Bronzo | Totale |
| ------ | ----------- | --- | ------- | ------ | ------ |
| 1      | Germania    | 6   | 9       | 5      | 20     |
| 2      | Ungheria    | 6   | 9       | 2      | 17     |
| 3      | Bielorussia | 4   | 1       | 1      | 6      |
| 4      | Russia      | 2   | 3       | 5      | 10     |
| 5      | Svezia      | 2   | 1       | 0      | 3      |
| 6      | Spagna      | 2   | 0       | 2      | 4      |
| 7      | Lituania    | 1   | 1       | 1      | 3      |
| 8      | Danimarca   | 1   | 0       | 2      | 3      |
| 9      | Ucraina     | 1   | 0       | 2      | 3      |
| 9      | Azerbaigian | 1   | 0       | 2      | 3      |
| 11     | Norvegia    | 1   | 0       | 0      | 1      |
| 12     | Slovacchia  | 0   | 2       | 1      | 3      |
| 13     | Polonia     | 0   | 1       | 1      | 2      |
| 14     | Regno Unito | 0   | 0       | 2      | 2      |
| 14     | Rep. Ceca   | 0   | 0       | 2      | 2      |
| 16     | Slovenia    | 0   | 0       | 1      | 1      |
| Totale | Totale      | 27  | 27      | 27     | 81     |

## Podi

### Uomini
| Evento     | Oro                                                                             | Tempo    | Argento                                                                    | Tempo    | Bronzo                                                                                     | Tempo    |
| Canoa      |                                                                                 |          |                                                                            |          |                                                                                            |          |
| C1 200 m   | Valentyn Demyanenko                                                             | 39"308   | Ivan Shtyl                                                                 | 40"014   | Jevgenij Shuklin                                                                           | 40"338   |
| C1 500 m   | Dzianis Harasha                                                                 | 1'50"298 | Jevgenij Shuklin                                                           | 1'50"466 | Sebastian Brendel                                                                          | 1'50"611 |
| C1 1000 m  | Attila Vajda                                                                    | 3'51"934 | Sebastian Brendel                                                          | 3'52"854 | Jose Luis Bouza                                                                            | 3'55"007 |
| C2 200 m   | Lituania Raimundas Labuckas Tomas Gadeikis                                      | 32"251   | Russia Ivan Shtyl Evgeny Ignatov                                           | 32"370   | Germania Stefan Holtz Robert Nuck                                                          | 32"663   |
| C2 500 m   | Germania Stefan Holtz Robert Nuck                                               | 1'40"365 | Polonia Paweł Skowroński Roman Rynkiewicz                                  | 1'41"684 | Azerbaigian Sergiy Bezugliy Maksym Prokopenko                                              | 1'41"876 |
| C2 1000 m  | Ungheria Mihály Sáfrán Mátyás Sáfrán                                            | 3'34"942 | Germania Erik Leue Tomasz Wylenzek                                         | 3'36"470 | Russia Nikolai Lipkin Viktor Melantev                                                      | 3'36"900 |
| C4 200 m   | Russia Nikolai Lipkin Aleksandr Kostoglod Viktor Melantev Sergey Ulegin         | 33"477   | Ungheria Attila Bozsik Pál Sarudi Péter Balázs Gábor Horváth               | 33"758   | Bielorussia Dzmitry Vaitsishkin Dzmitry Rabchanka Andrei Bahdanovich Aleksandr Vauchetskiy | 33"797   |
| C4 1000 m  | Germania Erik Rebstock Chris Wend Thomas Lück Ronald Verch                      | 3'20"283 | Ungheria Viktor Volein Róbert Mike Pál Sarudi Márton Tóth                  | 3'21"356 | Russia Oleg Shelegov Ilia Shtokalov Ivan Kuznecov Roman Kruglyakov                         | 3'22"690 |
| C1 4x200 m | Russia Nikolai Lipkin Evgeny Ignatov Viktor Melantev Ivan Shtyl                 | 2'48"130 | Germania Sebastian Brendel Chris Wend Stefan Holtz Robert Nuck             | 2'51"096 | Ungheria Attila Vajda Attila Bozsik Gábor Horváth László Foltán, Jr.                       | 2'51"254 |
| Kayak      |                                                                                 |          |                                                                            |          |                                                                                            |          |
| K1 200 m   | Oleg Kharitonov                                                                 | 35"308   | Jonas Ems                                                                  | 35"511   | Filip Svab                                                                                 | 35"534   |
| K1 500 m   | Anders Gustafsson                                                               | 1'35"894 | Ronald Rauhe                                                               | 1'36"253 | Anton Ryahov                                                                               | 1'36"868 |
| K1 1000 m  | Max Hoff                                                                        | 3'29"101 | Anders Gustafsson                                                          | 3'30"419 | René Holten Poulsen                                                                        | 3'31"820 |
| K2 200 m   | Spagna Saúl Craviotto Carlos Pérez Rial                                         | 32"251   | Bielorussia Vadzim Machneŭ Raman Pjatrušėnka                               | 32"370   | Ucraina Sergiy Servulya Mykola Kremer                                                      | 32"663   |
| K2 500 m   | Bielorussia Vadzim Machneŭ Raman Pjatrušėnka                                    | 1'27"425 | Ungheria Zoltán Kammerer Gábor Kucsera                                     | 1'27"918 | Germania Marcus Groß Hendrik Bertz                                                         | 1'28"006 |
| K2 1000 m  | Norvegia Eirik Verås Larsen Jacob Norenberg                                     | 3'12"864 | Ungheria Gábor Gönczy Roland Kökény                                        | 3'13"119 | Germania Norman Zahm Sebastian Lindner                                                     | 3'14"242 |
| K4 200 m   | Bielorussia Vadzim Machneŭ Raman Pjatrušėnka Taras Valko Dziamyan Turchyn       | 30"275   | Russia Stepan Shevchuk Alexander Dyachenko Sergei Khovanskiy Roman Zarubin | 30"298   | Ungheria Rudolf Dombi Gergely Gyertyános Viktor Kadler Gergely Boros                       | 30"711   |
| K4 1000 m  | Bielorussia Vadzim Machneŭ Raman Pjatrušėnka Artur Litvinčuk Aljaksej Abalmasaŭ | 2'54"016 | Slovacchia Michal Riszdorfer Erik Vlček Juraj Tarr Richard Riszdorfer      | 2'54"961 | Rep. Ceca Ondrej Horsky Jan Soucek Jan Štěrba Jan Andlik                                   | 2'55"316 |
| K1 4x200 m | Danimarca Lasse Nielsen Casper Nielsen Esben Østergaard Kasper Bleibach         | 2'29"840 | Germania Torsten Lubisch Norman Bröckl Ronald Rauhe Jonas Ems              | 2'30"620 | Spagna Francisco Blanco Llera Borja Prieto Valera Pablo Andres Ekaitz Saies Sistiaga       | 2'31"290 |

### Donne
| Evento     | Oro                                                                            | Tempo    | Argento                                                                     | Tempo    | Bronzo                                                                                    | Tempo    |
| Kayak      |                                                                                |          |                                                                             |          |                                                                                           |          |
| K1 200 m   | Teresa Portela Rivas                                                           | 41"014   | Tímea Paksy                                                                 | 41"090   | Spela Ponomarenko                                                                         | 41"094   |
| K1 500 m   | Katalin Kovács                                                                 | 1'49"644 | Katrin Wagner-Augustin                                                      | 1'49"862 | Rachel Cawthorn                                                                           | 1'51"693 |
| K1 1000 m  | Katalin Kovács                                                                 | 3'56"310 | Franziska Weber                                                             | 3'57"458 | Henriette Engel Hansen                                                                    | 3'58"169 |
| K2 200 m   | Germania Fanny Fischer Nicole Reinhardt                                        | 37"019   | Ungheria Nataša Janić Katalin Kovács                                        | 37"131   | Slovacchia Martina Kohlová Ivana Kmetová                                                  | 37"561   |
| K2 500 m   | Ungheria Gabriella Szabó Danuta Kozák                                          | 1'39"914 | Slovacchia Martina Kohlová Ivana Kmetová                                    | 1'41"091 | Germania Fanny Fischer Franziska Weber                                                    | 1'41"504 |
| K2 1000 m  | Svezia Josefin Nordlöw Sofia Paldanius                                         | 3'34"659 | Ungheria Tamara Csipes Gabriella Szabó                                      | 3'36"254 | Russia Juliana Salakhova Anastasia Sergeeva                                               | 3'38"769 |
| K4 200 m   | Ungheria Nataša Janić Katalin Kovács Tímea Paksy Krisztina Fazekas             | 35"009   | Germania Katrin Wagner-Augustin Tina Dietze Conny Waßmuth Carolin Leonhardt | 35"065   | Regno Unito Rachel Cawthorn Hayleigh Mason Louisa Sawers Jessica Walker                   | 35"881   |
| K4 500 m   | Germania Nicole Reinhardt Katrin Wagner-Augustin Tina Dietze Carolin Leonhardt | 1'31"236 | Ungheria Erika Medveczky Nataša Janić Tamara Csipes Dalma Benedek           | 1'33"116 | Polonia Magdalena Krukowska Małgorzata Chojnaczka Ewelina Wojnarowska Marta Walczykiewicz | 1'33"444 |
| K1 4x200 m | Germania Nicole Reinhardt Katrin Wagner-Augustin Conny Waßmuth Fanny Fischer   | 2'54"351 | Ungheria Danuta Kozák Nataša Janić Tímea Paksy Zomilla Hegyi                | 2'54"652 | Russia Natalia Borisova Alexandra Tomnikova Svetlana Kudinova Yulia Kachalova             | 2'58"062 |